# 위 첩백
위 첩백(衛 𢈻伯)은 서주 시기 위나라의 제5대 군주이다.
| 전 임 아버지 사백 | 제5대 위나라의 군주 | 후 임 아들 정백 |